# Erucaria erucarioides
Erucaria erucarioides là một loài thực vật có hoa trong họ Cải. Loài này được (Coss. & Durieu) Müll.Berol mô tả khoa học đầu tiên năm 1868.